# Anoplarchus purpurescens
Anoplarchus purpurescens is een  straalvinnige vissensoort uit de familie van stekelruggen (Stichaeidae). De wetenschappelijke naam van de soort is voor het eerst geldig gepubliceerd in 1861 door Gill.